# دگانوی
دگانوی (به انگلیسی: Deganwy) یک شهرک در ولز که در شهرستان مستقل کانوی واقع شده‌است. دگانوی ۳٬۹۳۶ نفر جمعیت دارد.